# السيد طه
الأميرالاي السيد طه والمُلقب ضبع الفالوجة والضبع الأسود والمعروف بين اللاجئين بالبيه طه، هو قائد اللواء المصري الرابع الذي طوقته القوات الإسرائيلية خلال حصار الفالوجة ضمن أحداث حرب 1948. أظهر السيد طه خلال حصار قواته شجاعة واستبسال في القتال وصبراً في تحمل الحصار، ومن أشهر مواقفه هو الاجتماع الذي تم تحت مظلة الأمم المتحدة في 11 نوفمبر 1948 في مستعمرة «جات»، وجمعه مع البريجادير بيجال آللون قائد الجبهة الجنوبية الإسرائيلي، حيث عرض عليه آللون الاستسلام المشرف نظراً لمحاصرة قواته بلا مدد من رجال أو سلاح أو ذخيرة أو طعام، وذلك نظير قبول انسحاب الجيش المصري كله من فلسطين وقبول الحكومة المصرية عقد اتفاقية سلام مع إسرائيل، فرفض السيد طه العرض وانسحب مع رئيس أركانه جمال عبد الناصر من الاجتماع، واستمرت القوات المصرية في المقاومة حتى عقدت اتفاقية الهدنة الدائمة في جزيرة رودس وانسحبت بكامل عتادها وأسلحتها اعتباراً من 26 فبراير 1949.:141:143:447

## حصار الفالوجة
في أكتوبر 1948 وخلال أحداث حرب 1948، حاصرت القوات الإسرائيلية اللواء الرابع المتمركز في عراق المنشية، بالقرب من الفالوجة وهي قرية تقع على بعد 40 كم من غزة، وكانت القوات المحاصرة تتكون من ثلاث كتائب هي الكتيبة الأولى والثانية والسادسة تحت قيادة القائمقام السيد طه، ضمت تلك الكتائب بعض أعضاء الضباط الأحرار فيما بعد وعلى رأسهم جمال عبد الناصر رئيس أركان الكتيبة السادسة. استمر حصار القوات المصرية واستهدافها رغم إصدار مجلس الأمن قراره بوقف إطلاق النار في 22 أكتوبر 1948 ودون أن يحميها أي ستار من قوات جوية أو مدفعية، وأظهر أفرادها ثباتاً في القتال وتحملاً لمعاناة الحصار، جعلت من حصار الفالوجة رمزاً للصمود في وجه القوات الإسرائيلية المحتلة. انتهى حصار الفالوجة بعد توقيع الهدنة الدائمة في جزيرة رودس وكان من شروطها أن تنسحب القوات المصرية من الفالوجة بأسلحتها ومعداتها وعتادها ابتداءً من 26 فبراير 1949. وفي 10 مارس 1949 عادت القوات المصرية إلى القاهرة، وصدر مرسوم ملكي بترقية السيد طه إلى رتبة أميرالاي ومنحه لقب البكوية.:257:270:ج3ص263:264:57:135:136:345